# أنطونيو خوسيه دي ألميدا
أنطونيو خوسيه دي ألميدا (بالبرتغالية: António José de Almeida) (و. 1866 – 1929 م) هو سياسي، وطبيب من البرتغال .

## التعليم
تعلم في جامعة قلمرية.